# Trams in Metropoolregio Rijn-Neckar

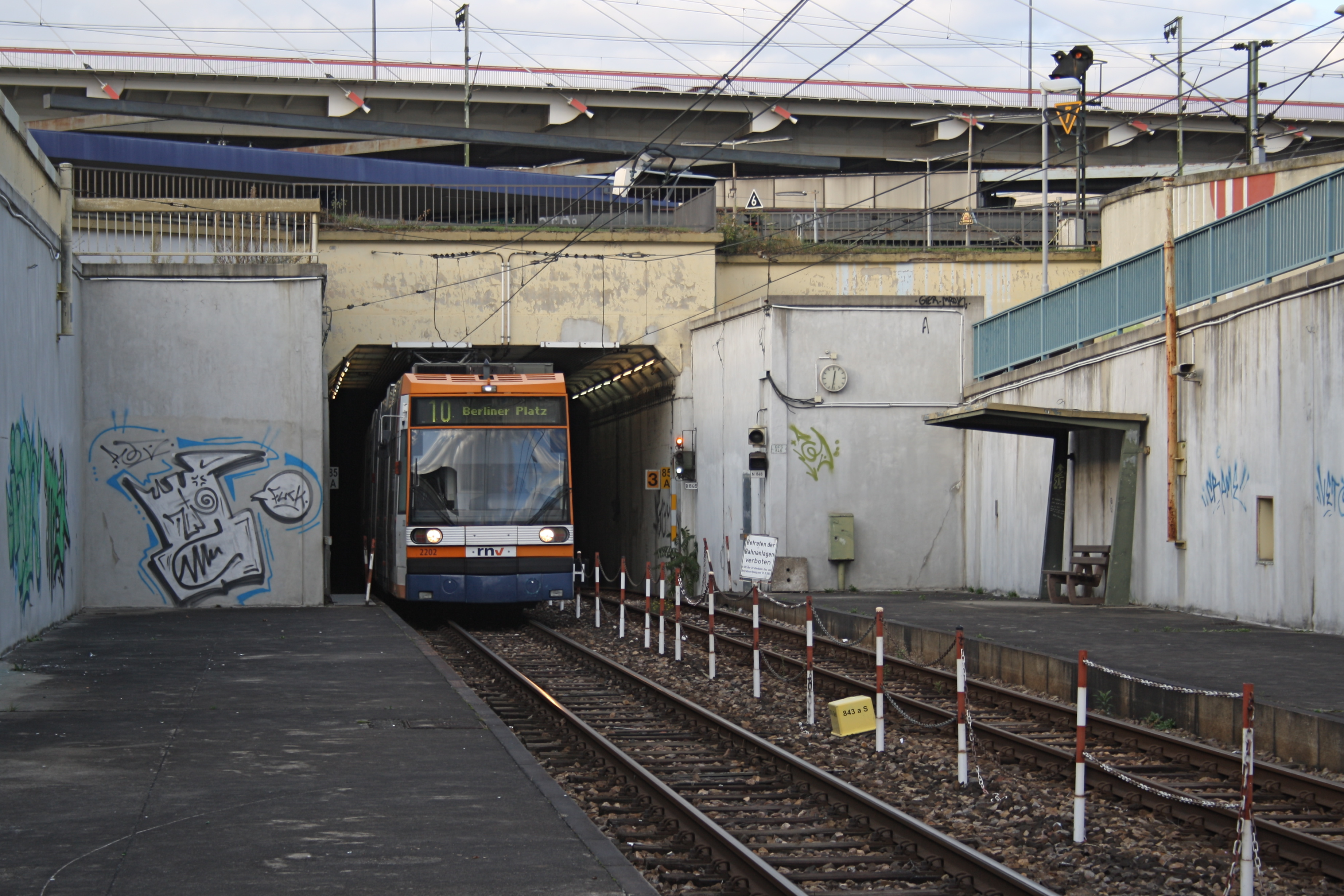
In 2008 ontmanteld station Hauptbahnhof Ostausgang

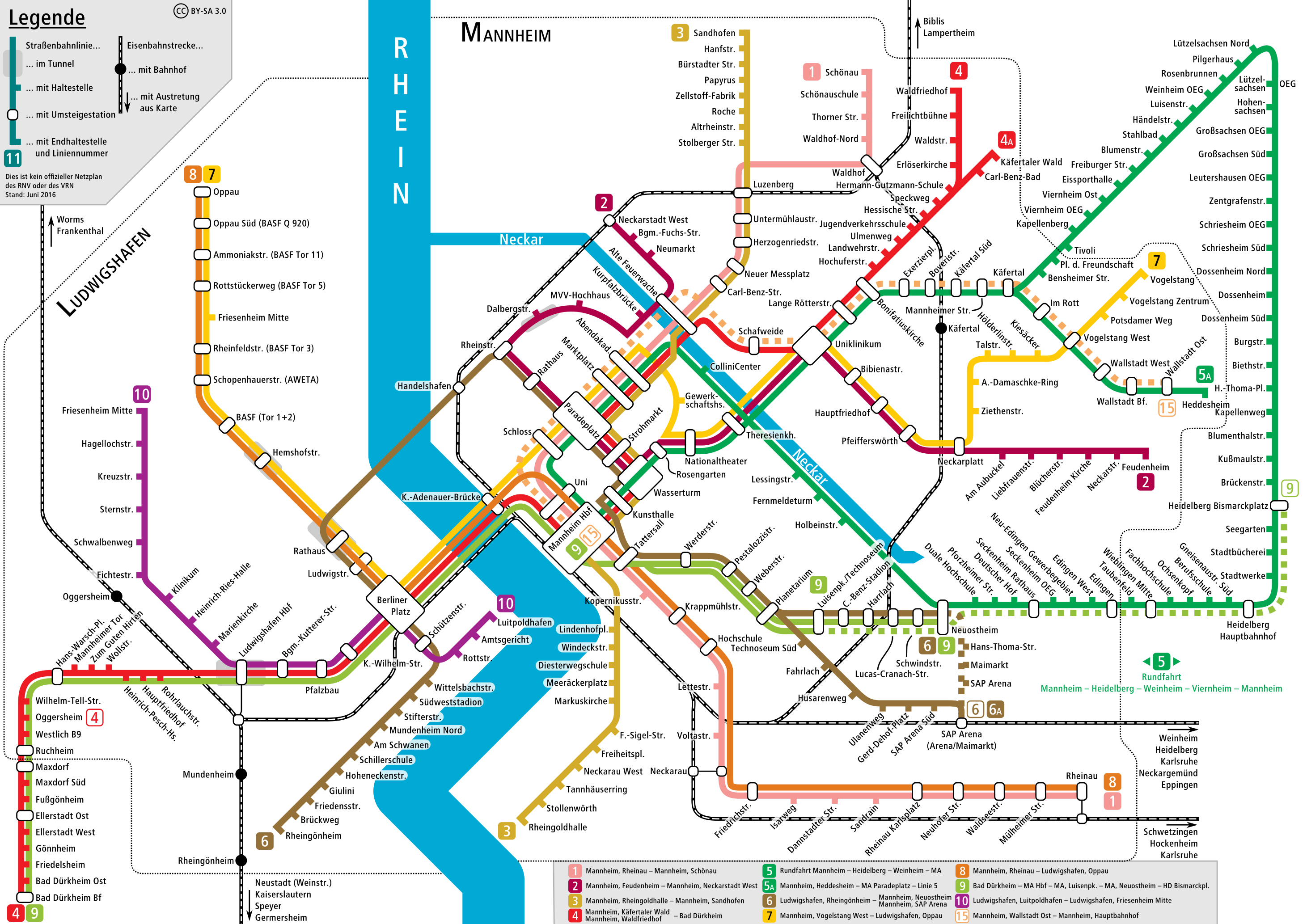
Netkaart Mannheim en Ludwigshafen (2016)

Netkaart Heidelberg (2023)

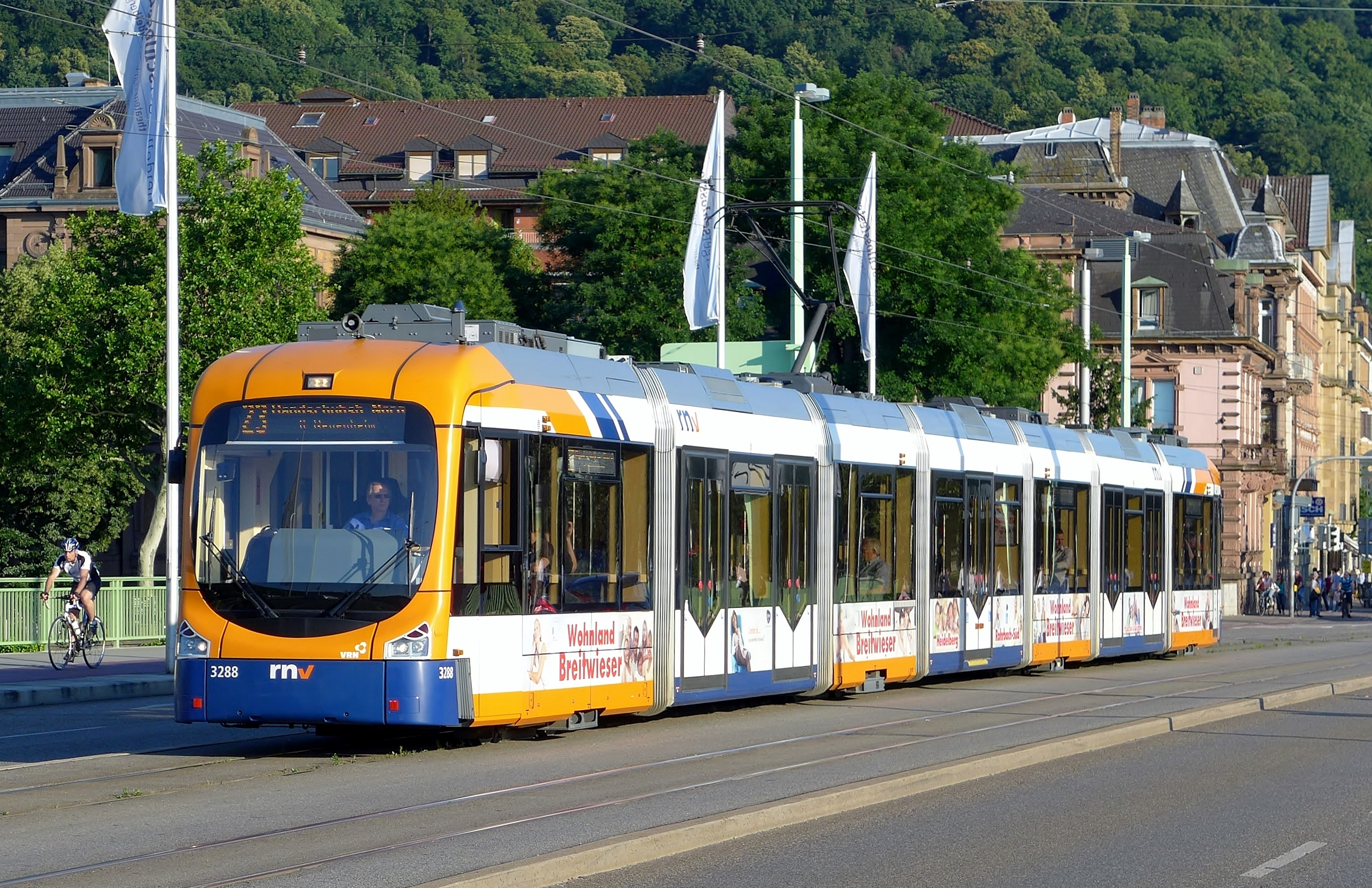
Variobahn tram in de kleuren van de RNV.

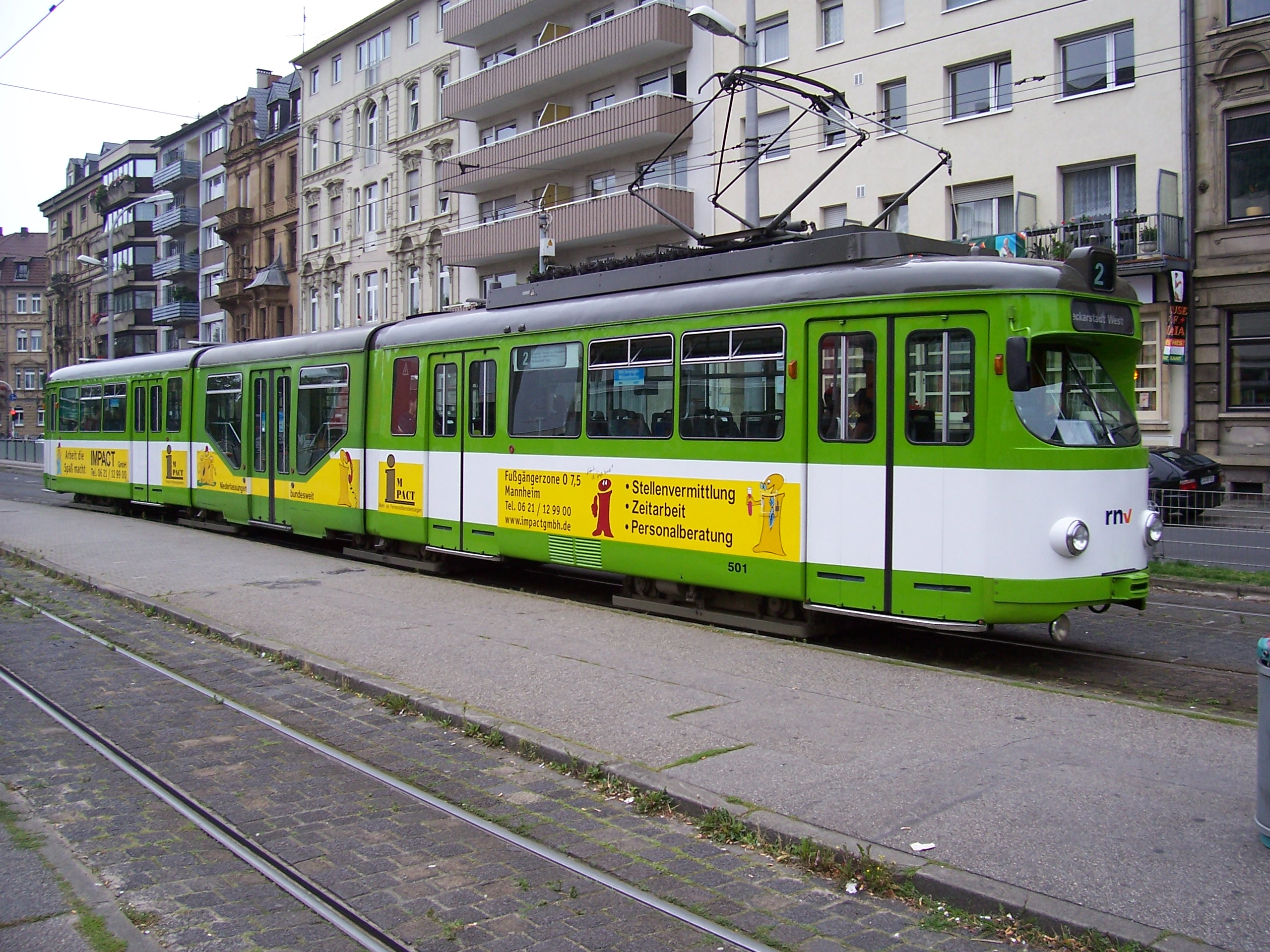
Düwag GT8, met lagevloer middenbak.

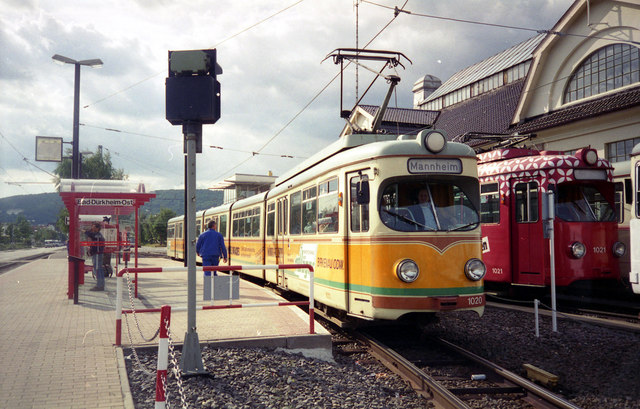
Rhein Haardt Bahn "ET12"

Het tramnetwerk van de Metropoolregio Rijn-Neckar is het belangrijkste vervoermiddel in het openbaar vervoer van de Duitse Metropoolregio Rijn-Neckar. Deze regio omvat de steden Mannheim, Heidelberg en Ludwigshafen met de omliggende dorpen. Het metersporige net met een lengte van ruim 301 kilometer wordt door de Rhein-Neckar-Verkehr GmbH (RNW) geëxploiteerd.
Het totale net heeft als basis een driehoek tussen de twee grootste steden (Mannheim en Heidelberg), het derde punt wordt gevormd door het plaatsje Weinheim. Deze interlokale lijnen vallen in Duitsland onder de spoorwegwetgeving maar worden met echte trams bereden. Elk van de drie grote steden heeft daarnaast een eigen stadsnet, waarbij de netten van Mannheim en Ludwigshafen direct met elkaar verbonden zijn. De eerste paardentrams reden al in 1878 in Mannheim en Ludwigshafen.

## Geschiedenis
De eerste lijnen, met paardentrams, reden op normaalspoor. Tussen 1900 en 1902 werden deze vervangen door elektrische metersporige lijnen. Ondertussen was in 1884 de eerste stoomtramlijn geopend, van Mannheim naar Feudenheim. Meerdere lijnen volgden en vanaf 1890 kon ook in Ludwigshafen en Heidelberg op de stoomtram worden gestapt. Paardentrams reden vanaf 1885 in Heidelberg en 1901 werd de elektrische tramlijn van Heidelberg naar Wiesloch geopend. Elektrische stadstrams gingen al snel in 1902 rijden. In 1913 opende de Rhein Haardtbahn een 16 kilometer lange elektrische lijn van Bad Dürkheim naar Ludwigshafen-Oggersheim. 
Vanaf 1969 werden enkele lijnen, in eerst Ludwigshafen en sinds 1972 Mannheim bij de aansluiting op de tweede Rijnbrug, op een hoger plan getild door de aanleg van ondergrondse semi-metrotrajecten. Speciaal ontwikkelde Stadtbahn-trams hebben hier echter nooit gereden. Door de opening van Station Ludwigshafen (Rhein) Mitte in 2003 verloor het Hauptbahnhof veel reizigers. De tunnel tussen Hauptbahnhof en Rathaus lag bovendien ongunstig ten noorden van het centrum. In 2005 werd de door de tunnel rijdende lijn 12 beperkt tot een spitsuurlijn. In 2008 bij reorganisatie van het tramnet werd wegens de hoge exploitatiekosten en gering reizigersaanbod de lijn zonder vervanging opgeheven en werd de tunnel overbodig, pas sinds 1976 volledig in gebruik en maar 32 jaar gebruikt. In verband met bouwplannen zal de tunnel waar deze een sta in de weg is moeten verdwijnen. Het ondergrondse station Danziger Platz en Hauptbahnhof Ostausgang zijn sinds 2008 afgesloten en spookstations. 

### Fusie
Mannheim en Ludwigshafen hadden vanaf 1878 een net, zowel de paardentram als diens elektrische opvolger. De exploitatie werd per 1 januari 1965 tussen de twee steden gesplitst om politieke, financiële en belastingtechnische reden, beide steden liggen in een andere deelstaat. Wel bleef er gezamelijk tramverkeer gehandhaafd.
Het huidige vervoerbedrijf is een fusie van maar liefst vijf trambedrijven, na jarenlange voorbereiding werd deze op 1 oktober 2003 afgerond.  Bij de fusie werden de volgende vijf bedrijven samengevoegd tot de RNV:
- MVV: trambedrijf van Mannheim
- VBL: trambedrijf van Ludwigshafen
- HSB: trambedrijf van Heidelberg
- OEG: interlokale tram tussen Mannheim, Heidelberg en Weinheim
- RHB: interlokale tram tussen Bad Dürkheim en Ludwigshafen

## Netwerk
Het totale netwerk bestaat uit (in 2019) 15 tramlijnen: te weten 1-10, 21-24 en 26. Dit is exclusief versterkingslijnen en expresslijnen: deze laatste soort slaat haltes over zodat de rit sneller gaat.
Oorspronkelijk waren de tramlijnen genummerd oplopend vanaf '1' maar van 1985-1995 in Mannheim en Ludwigshafen oplopend vanaf '31' omdat er een nieuw tramnet was ingevoerd en om geen verwarring met de oude lijnnummers te krijgen. De interlokale lijnen werden aangeduid met een letter of letters. De stadslijnen in Heidelberg zijn genummerd vanaf 21.

## Materieel
In de Rijn-Neckar regio was het meestal gebruikelijk elk nieuw tramtype aan te duiden met de typenaam die de fabrikant hanteerde. Het type dat vanaf 2021 zou gaan rijden, is RNT 2020 (Rhein-Neckar-Tram 2020) gedoopt.

### Huidig
- M8C In 1985 werden van Duewag 8 gelede trams van het type M8C in dienst gesteld. De trams zijn van het type tram met jacobsdraaistel en 26,6 m lang.
- xMGT In 1994 en 1995 werden van Duewag 64 lagevloertrams van het type 6MGT en 5 van het type 8MGT in dienst gesteld. De trams zijn van het type tram met zwevende bak en 29,2 m of 40,9 m lang.
- MGT6D In 1994 en 1995 werden van Duewag 12 lagevloertrams van het type MGT6D in dienst gesteld. De trams zijn van het type tram met opgelegde bak en 28,3 m lang.
- Variobahn In 1996 werden van Adtranz 6 lagevloertrams van het type Variobahn in dienst gesteld. De trams zijn van het type tram met zwevende bak en 32,2 m lang.
- Rhein-Neckar-Variobahn Tussen 2002 en 2013 werden van Bombardier 83 lagevloertrams van het type Rhein-Neckar-Variobahn in dienst gesteld. Deze trams zijn een doorontwikkeling van de Variobahn trams van ADtranz. De trams zijn van het type tram met zwevende bak en 30,5 m, 39,4 m en 42,8 m lang.
- Rhein-Neckar-Tram 2020 Vanaf 2021 zouden van Škoda ten minste 80 lagevloertrams van het type Škoda ForCity Smart in dienst worden gesteld. Deze trams zijn een doorontwikkeling van de Artic trams van Transtech. De trams zijn van het type tram met opgelegde bak en circa 30 m, 40 m en 59 m lang.[2] Het daadwerkelijke vervoer ging geleidelijk van start in april 2023.[3]

### Voormalig
- Tweeassers, vooroorlogs en naoorlogs. Na de Tweede Wereldoorlog werden op chassis van beschadigde tweeassige wagens nieuwe chassis gebouwd en ontstond de Verbandswagen.
- Enkelgelede éénrichtings zesassers Vanaf 1958 tot 1967 werd aan Mannheim en Ludwigshafen de Düwag-Eenheidswagen geleverd met wagennummers 312-450. Omdat het éénrichtingwagens waren werden aan de eindpunten keerlussen aangelegd. In 1965 gingen na loting de 322–324, 326, 328, 329, 334–338, 342–345, 349, 358, 360, 365, 368, 379–381, 386, 390, 391, 393, 398, 400, 403, 405–407, 409, 414, 417, 418, 428-434 naar Ludwigshafen en kregen de wagennummers 101-146. Tot 1967 werden aan Mannheim nog vijftien wagens geleverd 436-450 en aan Ludwigshafen zes 147-152. In 1970 werden de 148-151 dubbelgeleed en werden nog zeven dubbelgelede wagens 153-159 afgeleverd voor het zwaardere spitsvervoer. In Mannheim werden 23 wagens in 1993 dubbelgeleed uitgevoerd door inbouw van een wagenbak met lagevloer en daarbij vernummerd vanaf 501. Vanaf 1969 tot 1971 werd aan Mannheim een nieuwe uitvoering van de zesasser Type Mannheim met de wagennummers 451–470 geleverd.

## Trivia
De RHB stelde in 1967 de langste tram ter wereld in dienst, twaalfassers van het type ET12. Van het type RNT 2020 heeft de RNV ook enkele 58,7 meter lange versies besteld, wederom twaalfassers. Deze namen in 2025 het wereldrecord over van de Urbos trams in Boedapest waar trams tot wel 56 meter rijden.